# Representante especial de la Unión Europea
| Región                      | Periodo   |
| --------------------------- | --------- |
| Afganistán                  | 2002-2017 |
| Asia Central                | 2005-     |
| Balcanes Occidentales       | 2020-     |
| Bosnia-Herzegovina          | 2002-     |
| Cuerno de África            | 2012-     |
| Derechos humanos            | 2012-     |
| Kosovo                      | 1998-     |
| Macedonia del Norte         | 2001-2011 |
| Mediterráneo Sur            | 2011-2014 |
| Moldavia                    | 2005-2011 |
| Sudán                       | 2005-2013 |
| Oriente Próximo             | 2002-     |
| Región de los Grandes Lagos | 2007-2011 |
| Sahel                       | 2013-     |
| Sur del Cáucaso y Georgia   | 2003-     |

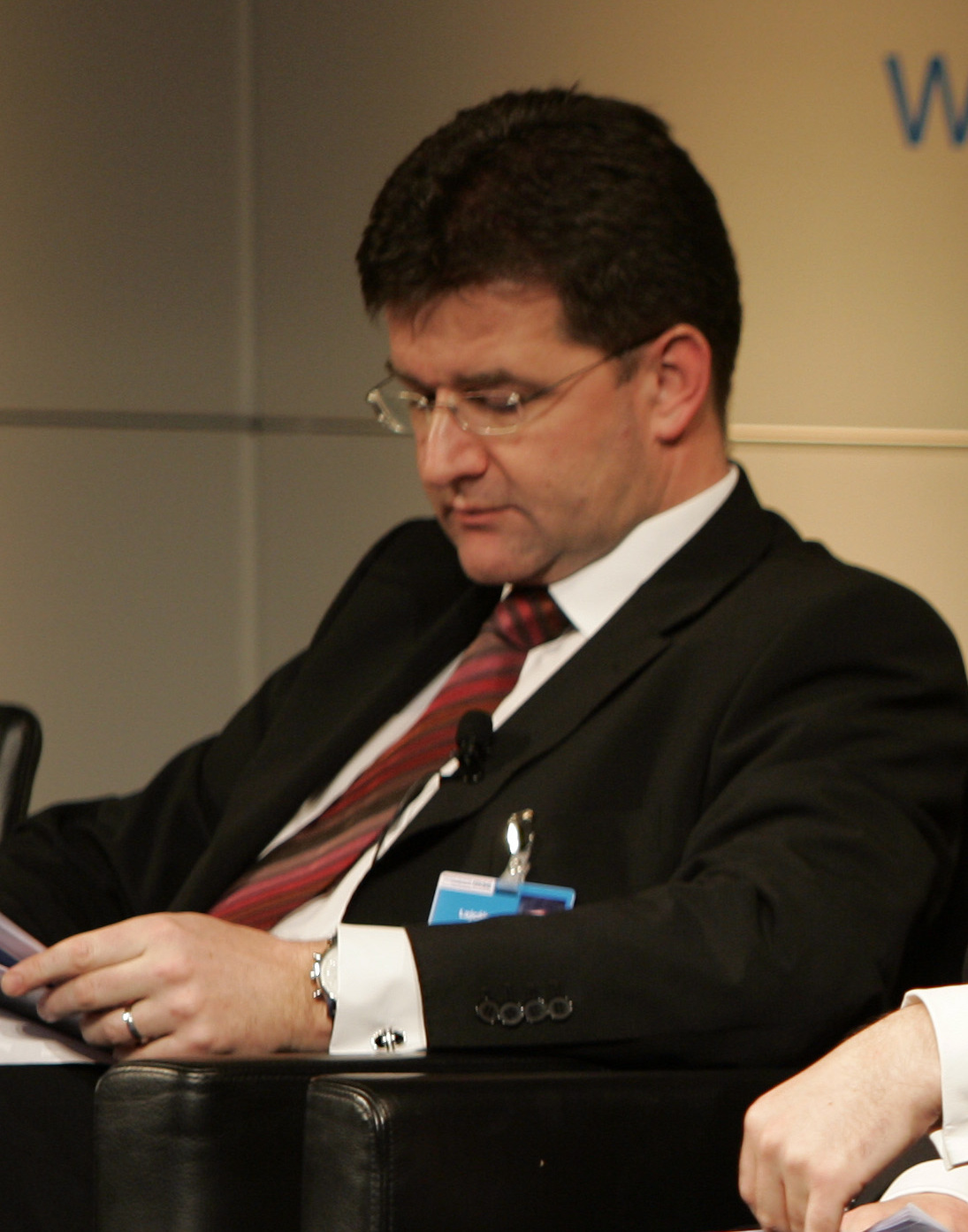
Eduards Stiprais

Los Representantes especiales de la Unión Europea son los enviados diplomáticos de la Unión Europea que el Consejo nombra, con carácter excepcional y a propuesta del Alto representante de la Unión para Asuntos Exteriores y Política de Seguridad (AR), para el desempeño de misiones especiales y provistos de un mandato político concreto. Si bien es cierto que su demarcación suele corresponderse con regiones determinadas, lo cierto es que no se trata de un requisito necesario. De acuerdo con el Tratado de la Unión, las Representaciones especiales se integran en la estructura del Servicio Europeo de Acción Exterior y se encuentran bajo la autoridad directa del Alto Representante.